# Эстрада, Эдгар
Э́дгар Эла́дио Эстра́да Соли́с (исп. Edgar Eladio Estrada Solís; род. 16 ноября 1967[…], Гватемала) — гватемальский футболист, играл на позиции вратаря. В составе трёх разных клубов 10 раз выигрывал чемпионские титулы.

## Биография

### Клубная карьера
Эстрада начинал карьеру в клубе «Аурора», в составе которого выиграл чемпионский титул 1993 года. В 1995 году, Эстрада присоединился к клубу «Комуникасьонес», в составе которого с 1997 по 2000 год выиграл четыре подряд чемпионских титула.
В 2001 году, Эстрада перешёл в «Мунисипаль», с которым выиграл два чемпионских титула. По окончании сезона, вернулся в «Комуникасьонес», с которым выиграл два чемпионских титула, а в 2005 году приостановил карьеру из-за травмы позвоночника. Вернувшись в футбол, в течение одного сезона играл за «Сучитепекес».
Последним клубом в его карьере стала «Депортиво Петапа», в которой он завершил карьеру в возрасте 40 лет.

### Карьера в сборной
С 1995 по 2003 год Эстрада играл за сборную Гватемалы, за которую сыграл 80 матчей, в том числе и квалификационных матчах к чемпионату мира 1998 и чемпионату мира 2002 года. Он был лидером по количеству игр за сборную, пока в 2005 году его не обошёл Хуан Карлос Плата.
Эстрада принимал участие в 5 Золотых кубках КОНКАКАФ (1996, 1998, 2000, 2002, 2003).

## Достижения
«Аурора»
- Чемпион Гватемалы (1): 1992/93

«Комуникасьонес»
- Чемпион Гватемалы (7): 1994/95, 1996/97, 1997/98, 1998/99, 1999/00 Апертура, 2000/01 Клаусура, 2002/03 Апертура, 2002/03 Клаусура

«Мунисипаль»
- Чемпион Гватемалы (2): Клаусура, 2001, 2002 Клаусура